# ¿Quién es quién?
 (срп. Ко је ко?) америчка је теленовела, продукцијске куће Телемундо, снимана 2015.

## Синопсис
Перико Перез има 27 година. Жене кажу да је згодан, има глас који обара с ногу, добро срце, искрен је и... Апсолутно луд за припадницама лепшег пола! Тако је бар било док му се живот није потпуно пореметио. Појавио се његов двојник, дупликат, копија, секси звер идентична њему, попут клона. Наравно, међу њима има неких „ситних“ разлика. За почетак, Перико зарађује једва 60 долара на дан, продајући мексичке специјалитете у ресторану на пијаци, док се на рачун његовог клона Леонарда сваког месеца слива 45 хиљада долара, а да притом не изађе из канцеларије - глава му је нон-стоп загњурена у прорачуне и пројекте.
Колико год невероватно звучало, Перико и његов клон су се заменили - богаташ је постао сиромах, док сиротан ужива у милионима долара! Међутим, није му ни најмање забавно! Зашто? Зато што се милионеру није дуго требало да се привикне на живот у скромним условима - не само да се уклопио у окружење, већ је изгубио главу за симпатичном Паломом, коју је Перико требало да ожени и с којом је желео децу! Наравно, ни он није остао кратких рукава - добио је девојку свог двојника - сексепилну Фернанду, возача, личног асистента, много новца, пропуснице за догађаје које посећује само високо друштво...
Но упркос томе, није му свеједно кад види потпуног странца како шета његову вољену, ужива с његовом породицом и живи његов живот. Међутим, он ћути о свему томе, јер му је игра у којој се не зна ко је ко у неку руку веома забавна, а луксузу, свакако, није тако лако одолети...

## Глумачка постава

### Главне улоге
| Глумац:            | Улога:                                             |
| ------------------ | -------------------------------------------------- |
| Еухенио Сиљер      | Педро „Перико“ Перез Гонзалез Леонардо Фуентемајор |
| Дана Паола         | Палома                                             |
| Кимберли Дос Рамос | Фернанда Манрике                                   |

### Споредне улоге
| Глумац:             | Улога:                  |
| ------------------- | ----------------------- |
| Лаура Флорес        | Инес Гонзалез           |
| Ђонатан Ислас       | Игнасио                 |
| Карлос Еспехел      | Басилио                 |
| Габријел Валензуела | Ђонатан                 |
| Сандра Дестенаве    | Фабиола                 |
| Ока Хинер           | Јесенија Перез Гонзалез |
| Гиљермо Кинтаниља   | Чамој Перез             |
| Габријел Роси       | Рубен                   |
| Фернандо Карера     | Умберто Фуентемајор     |
| Данијела Вонг       | Констанса „Кони“        |
| Исабела Кастиљо     | Танја Сијера            |
| Армандо Тореа       | Сантијаго Манрике       |
| Николас Маглионе    | Салвадор „Качито“       |
| Силвана Аријас      | Ла Коко                 |
| Маите Ембил         | Нора                    |
| Рубен Моралес       | Хустино                 |
| Адријан Ди Монти    | Еухенио                 |
| Данијела Масијас    | Лупита                  |